# Coris bulbifrons
Coris bulbifrons là một loài cá biển thuộc chi Coris trong họ Cá bàng chài. Loài này được mô tả lần đầu tiên vào năm 1982.

## Từ nguyên
Tính từ định danh của loài được ghép bởi hai từ trong tiếng Latinh: bulbus ("bướu") và frons ("trán"), hàm ý đề cập đến bướu lớn ở trên trán của cá trưởng thành.

## Phạm vi phân bố và môi trường sống
C. bulbifrons được ghi nhận chủ yếu tại ngoài khơi một số hòn đảo và các rạn san hô vòng trên biển Tasman, bao gồm đảo Lord Howe, đảo Norfolk, rạn san hô Elizabeth và rạn san hô Middleton. Các mẫu vật của C. bulbifrons cũng được thu thập ở ngoài khơi bang New South Wales (Úc) và phía bắc New Zealand.
C. bulbifrons sống gần các rạn san hô và đá ngầm trên nền đáy cát và san hô vụn, bao gồm vùng biển ngoài khơi và trong các đầm phá ở độ sâu đến ít nhất là 25 m; cá con có thể được tìm thấy trong các hồ thủy triều.

## Loài nguy cấp
Do là loài được nhắm mục tiêu đánh bắt trong câu cá giải trí, đặc biệt là tại các đảo Lord Howe và rạn san hô Elizabeth–Middleton, nên C. bulbifrons được xếp vào Loài sắp nguy cấp.

## Mô tả
C. bulbifrons có chiều dài cơ thể tối đa được biết đến là 90 cm. Cá đực có màu tím xám đến xanh lam xám. Đầu có bướu ở phía trước mắt, đặc biệt phát triển rất lớn ở những con đực trưởng thành. Cá con có màu nâu đen với hai hàng đốm trắng lớn trên cơ thể. Cá con lớn hơn xuất hiện thêm nhiều vệt sọc trắng, lan rộng sang các vây và đầu.
Số gai ở vây lưng: 9; Số tia vây ở vây lưng: 12; Số gai ở vây hậu môn: 3; Số tia vây ở vây hậu môn: 12; Số tia vây ở vây ngực: 11–13.

## Sinh thái học
Thức ăn của C. bulbifrons là các loài động vật giáp xác, động vật thân mềm và chân bụng. Cá đực có thể sống theo chế độ hậu cung, gồm nhiều con cá cái cùng sống trong lãnh thổ của cá đực. Tuổi thọ tối đa được ước tính ở loài này là 21 năm tuổi.